# 10.0 – Das Erdbeben-Inferno
10.0 – Das Erdbeben-Inferno (Originaltitel 10.0 Earthquake) ist ein US-amerikanischer Katastrophenfilm aus dem Jahr 2014 von David Gidali.

## Handlung
Los Angeles wird in letzter Zeit immer wieder von kleinen Erdbeben heimgesucht. Die renommierte Wissenschaftlerin Emily vom USGS erforscht diese Erdbeben und kommt zu der These, dass die kleinen Erdbeben lediglich Vorboten für ein viel größeres Erdbeben sind. Von diesem erwartet sie, dass es Erdspalten öffnen kann, in denen die ganze Stadt versinken könnte.
Der gefragte Ingenieur Jack arbeitet für ein Unternehmen, das mittels Frackings an Bodenrohstoffe gelangen kann, die bisher als unerreichbar galten. Dadurch hofft er, mit der Produktion der dazu notwendigen Maschinen in Serie gehen zu können. Allerdings findet Emily heraus, dass das Fracking-Verfahren die Erdbeben auslöst. 
Nach Gesprächen mit Emily, in denen sie Jack ihre Ergebnisse präsentiert, wird er sich seiner Schuld bewusst und stellt das Fracking-Verfahren ein. Da seine Tochter mit ihren Freunden im Gefahrengebiet campt, fährt er mit Emily nach Los Angeles. Aufgrund der Beben ist die Stadt mittlerweile zerstört. Beide versuchen, das Epizentrum des Supererdbebens nach Long Beach umzuleiten und dadurch Millionen von Menschenleben in der Stadt Los Angeles zu retten.

## Hintergrund
Gedreht wurde ab dem 19. März 2014 in Kalifornien, darunter in Santa Monica, Beverly Hills und Los Angeles. In den US-amerikanischen Kinos erschien der Film am 7. Oktober 2014. In Deutschland feierte der Film seine Free-TV-Premiere am 20. Februar 2016 auf RTL Zwei. In Deutschland erschien der Film auch unter dem Titel Verdammtes Fracking – Das Erdbeben-Inferno.

## Rezeption
„Handelsüblicher Katastrophenfilm auf der oberflächlich eingesetzten Folie aktueller Umweltszenarien.“

„Trash, trotz kritischer Töne gegen die Frackingtechnik.“

Julian Kennedy ist in seiner Review der Meinung, dass der Film Parallelen bezüglich Thematik und Budget zu einer The-Asylum-Filmproduktion hätte. Allerdings findet er, dass der Film ein „ziemlich gutes Drehbuch“  hätte und ein „solides Schauspiel auf der ganzen Linie“ präsentieren würde. Allerdings bemängelt er die CGI-Effekte. Er kritisiert, dass der Schauspieler Jeffrey Jones trotz einiger Vorwürfe eine Rolle erhielt. Final resümiert er, dass es eine „solide und flexible Prämisse mit anständigem Schauspiel und einem guten Drehbuch“ sei und es „kein brillanter Film“ ist, er aber „anständig“ sei.
Im Popcornmeter, der Zuschauerwertung auf Rotten Tomatoes, hat der Film bei mehr als 100 Abstimmungen eine Wertung von 15 %. In der Internet Movie Database hat der Film bei über 220 Stimmabgaben eine Wertung von 3,5 von 10,0 möglichen Sternen (Stand: März 2025).